# キマユコタイランチョウ
キマユコタイランチョウ(学名：Zimmerius chrysops）は、スズメ目タイランチョウ科に分類される鳥類の一種。 

## 分布
エクアドル、ペルー、コロンビア、ベネズエラ